# Tita Telajora
Tita Telajora is het 55ste stripverhaal van Jommeke. De reeks wordt getekend door striptekenaar Jef Nys.

## Personages
- Jommeke
- Flip
- Filiberke
- Pekkie
- Choco
- Tita Telajora
- kleine rollen : Marie, Theofiel, Annemieke, Rozemieke, burgemeester Zonnedorp, Pedro Carambario, ...

## Verhaal
Wanneer Flip de zangeres Tita Telajora op de televisie ziet optreden, wordt hij op slag verliefd. Hij besluit haar op te zoeken in haar hotel en kondigt zich daar aan als haar verloofde. De pers loopt met dit verhaal weg. Wanneer Flip Tita ontmoet, is ze door hem gecharmeerd, maar wil ze niet met hem trouwen. Flip stelt voor dat ze samen met hem de wereld rondreist waarbij ze samen zullen optreden, een idee dat Tita wel ziet zitten door de originaliteit.
Ondertussen ontdekt Jommeke dat Flip vertrokken is om te trouwen. Aanvankelijk denkt hij dat Flip weg is met een vrouwelijke papegaai, maar dan leest Filiberke in de krant dat Flip en Tita Telajora verloofd zijn. Samen met Pekkie en Choco besluiten ze Flip terug te halen. Tita en Flip zijn inmiddels in Londen. Tijdens een optreden willen ze Flip ontvoeren, maar dat mislukt. Daarna vertrekken Tita en Flip naar Amerika. De vrienden volgen hen, maar Flip heeft dit door en wil nog snel trouwen zodat Tita en hijzelf niet meer kunnen gescheiden worden. Tita die van niets weet, weigert echter bij de burgemeester. De vrienden proberen Flip nu 's nachts in het hotel te ontvoeren, maar Choco sluipt de verkeerde kamer binnen. Daarna proberen ze het in de televisiestudio's waar Tita en Flip optreden, maar ook dat mislukt. Uiteindelijk proberen de vrienden het met een vrouwelijke papegaai die Flip moet verleiden. Flip jaagt de papegaai echter weg met de hond van Tita. Wanneer de vrienden het willen opgeven, gebeurt er iets onverwachts. Tita heeft een optreden geregeld met nog een Mexicaanse zanger. Flip wordt tijdens het optreden echter zo jaloers dat hij de man weg wil. Tita maakt hem duidelijk dat de man misschien haar verloofde wordt. Flip beseft nu dat hij niet met een vrouw kan trouwen en verlaat Tita vol liefdesverdriet. Hij ontmoet Jommeke weer en ze keren terug naar huis. In het vliegtuig wordt Flip wel weer verliefd op de stewardess.

## Achtergronden bij het verhaal
- Dit album wijkt door de thematiek af van heel wat klassieke verhalen in de reeks. Het is een achtervolgingsverhaal, maar deze keer wordt er niet op een schat gejaagd, maar op een verliefde Flip.
- In dit album maakt Tita Telajora haar debuut. Haar naam is gebaseerd op het Vlaamse dialectwoord 'teljoor' of 'tellajore' voor 'soepbord'. Haar uiterlijk met de lange zwarte haren lijkt gebaseerd op de zangeres Vicky Leandros. Tita zal in latere albums nog enkele keren voorkomen. Het is wel opvallend dat ze Jommeke in die latere albums kent, want in dit album komt het nooit tot een ontmoeting tussen Tita Telajora en Jommeke. Ze kent enkel Flip.
- In dit album reizen de vrienden naar Londen en naar de Verenigde Staten. Daar wordt niet aangeduid in welke stad ze zitten.
- De Miekes worden in dit verhaal buiten gehouden doordat ze op reis vertrekken.